# Stefan Gandler

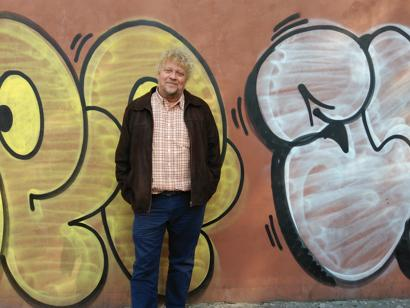
Stefan Gandler (2018)

Stefan Josef Gandler (* Januar 1964 in München) ist ein Philosoph und Sozialwissenschaftler. Er wuchs in Deutschland auf, studierte in Frankfurt und lebt seit 1993 in Mexiko. Seine Staatsangehörigkeit gibt er als national unentschieden an.

## Leben
Gandler studierte Philosophie, Lateinamerikanistik, Romanische Philologie und Politik in Frankfurt am Main, u. a. bei Alfred Schmidt, und war Vorsitzender des Frankfurter AStA (1989/90).
1997 wurde Stefan Gandler mit einer Arbeit zur Zeitgenössischen Sozialphilosophie in Mexiko promoviert, die in zwei Sprachen übersetzt wurde. 1997 wurde Gandler Professor für Gesellschaftstheorie und Sozialphilosophie an der Universidad Autónoma de Querétaro und ist zudem seit 2008 permanenter Gastprofessor für Philosophie an der Universidad Nacional Autónoma de México. Gandler ist seit 2001 ordentliches Mitglied des Sistema Nacional de Investigadores (Kategorie 3) und gründete 2012 das Forschungsprojekt zur Kritischen Theorie des Nationalen Forschungsfonds Mexikos (CONACYT). In seinen universitären sabbaticals forschte und lehrte er an der Universität Frankfurt am Main (2001/2002), an der University of California, Santa Cruz (2009/2010), an der Tulane University, New Orleans (2015/2016) und an der Universität Innsbruck (2021/2022).
Die Hauptforschungsgebiete von Stefan Gandler sind die Kritische Theorie der Frankfurter Schule, der kritische (westliche) Marxismus, Philosophie in Lateinamerika, Ideologiekritik und Walter Benjamin. Ferner wurde er als Übersetzer spanischer Schriften tätig. Gandler arbeitet an einer produktiven begrifflichen Konfrontation der Kritischen Theorie der Frankfurter Schule mit zeitgenössischen Weiterentwicklungen in Lateinamerika, z. B. durch den ecuadorianisch-mexikanischen Philosophen Bolívar Echeverría, womit deren jeweiligen Begrenzungen aufgehoben werden sollen: der philosophische Eurozentrismus im ersten, und die geschmälerte Ideologiekritik im zweiten Fall. Dabei greift er auch zurück auf die undogmatische Neuinterpretation des Marxschen Werkes durch den spanisch-mexikanischen Philosophen Adolfo Sánchez Vázquez, sowie durch den Horkheimer-Nachfolger Alfred Schmidt.
2021 erhält Gandler den Bolívar Echeverría Prize von der International Herbert Marcuse Society für sein Buch Marxismo crítico en México. Adolfo Sánchez Vázquez y Bolívar Echeverría.

## Schriften (Auswahl)
Auf Deutsch
- Peripherer Marxismus. Kritische Theorie in Mexiko. Argument Verlag, Hamburg/ Berlin 1999, ISBN 3-88619-270-9.
- Materialismus und Messianismus. Zu Walter Benjamins Thesen «Über den Begriff der Geschichte». Bielefeld, Aisthesis, 2008, ISBN 978-3-89528-695-7.
- Frankfurter Fragmente. Essays zur kritischen Theorie. Peter Lang, Frankfurt am Main 2013, ISBN 978-3-631-63400-4.
- Der diskrete Charme der Moderne. Zeitgenössische Ideologien und ihre Kritik. Lit-Verlag, Münster 2020, ISBN 978-3-643-14743-1.
- Kritischer Marxismus in Mexiko. Adolfo Sánchez Vázquez und Bolívar Echeverría. Zu Klampen, Lüneburg 2023, ISBN 978-3-86674-838-5.

Essays
- ‘Verdinglichung’ versus ‘Ethos der kapitalistischen Moderne’. Zur Lukács-Rezeption in Lateinamerika. In: Frank Benseler, Werner Jung (Hrsg.): Jahrbuch der Internationalen Georg-Lukács-Gesellschaft. Band 4/2000. Aisthesis, Berlin 2000, ISSN 1421-8208, S. 95–114.
- Marx in Mexiko. In: Z. Zeitschrift marxistische Erneuerung. Frankfurt am Main, Nr. 47, Sept. 2001, ISSN 0940-0648, S. 167–180.
- Warum schaut der Engel der Geschichte zurück? In: Zeitschrift für kritische Theorie. Zu Klampen, Lüneburg, Jg. 9, Nr. 16, Frühjahr 2003, ISSN 0945-7313, S. 47–79.
- Alltag in der kapitalistischen Moderne aus peripherer Sicht. Nicht-eurozentrische Theoriebeiträge aus Mexiko. In: Review. A Journal of the Fernand Braudel Center. Binghamton, N.Y., Jg. XXVI, Nr. 3, Herbst 2003, ISSN 0147-9032, S. 407–422.
- Zum Ethos-Begriff in der heutigen lateinamerikanischen Philosophie. In: Deutsche Zeitschrift für Philosophie. Zweimonatsschrift der internationalen philosophischen Forschung. Akademie-Verlag, Berlin November 2006, Jg. 54, Nr. 5, ISSN 0012-1045, S. 767–783.
- Moderne und Kapitalismus aus Eurozentrismus-kritischer Perspektive. Aktuelle Beiträge aus Mexiko zur Marxinterpretation. In: Beiträge zur Marx-Engels-Forschung. Neue Folge 2007, Argument-Verlag, Hamburg/ Berlin 2007, ISSN 0232-8577, S. 281–294.
- Die Frankfurter Schule im Mainstream. Die dritte Generation will es wissen. In: Concordia. Internationale Zeitschrift für Philosophie. Wissenschaftsverlag Mainz, Aachen, Nr. 55, 2009, ISSN 0179-0846, S. 25–36.
- Bolívar Echeverría (1941–2010). In: Das Argument. Zeitschrift für Philosophie und Sozialwissenschaften. Berliner Institut für kritische Theorie, Berlin, Jg. 52, Band 288, Nr. 4–5, Oktober 2010, ISBN 978-3-88619-674-6.
- Nachruf auf Adolfo Sánchez Vázquez. In: ADLAF-Info. Arbeitsgemeinschaft Deutsche Lateinamerikaforschung, German Institute of Global and Area Studies, Hamburg, 2/2011, August 2011, S. 12–15.
- Materialismus heute. Alfred Schmidt und Adolfo Sánchez Vázquez. In: Zeitschrift für kritische Theorie. Zu Klampen, Lüneburg, Jg. 19, Nr. 36/37, 2013, ISSN 0945-7313, S. 144–159.
- Claude Lanzmanns «Shoah» und meine Generation in Alemania. In: S:I.M.O.N. Shoah: Intervention. Methods. Documentation. Vienna Wiesenthal Institute of Holocaust Studies, Wien, Band 5, Nr. 1, Juni 2019, ISSN 2408-9192, S. 101–114.
- Sprechen und Hören im Spätkapitalismus. Reflexionen zur kritischen Theorie Bolívar Echeverrías.  In: Zeitschrift für kritische Theorie. Lüneburg, Jg. 25, Nr. 48/49, Oktober-November 2019, ISSN 0945-7313, S. 117–144.
- Zum 10. Todestag des lateinamerikanischen Denkers Bolívar Echeverría (Riobamba 31. Januar 1941 – Mexiko-Stadt 5. Juni 2010). In: Amerika 21. Nachrichten und Analysen aus Lateinamerika, 7. Juni 2020.
- Kritik des naiven Praxisbegriffs. In: lateinamerika anders. Österreichs Zeitschrift für Lateinamerika und die Karibik. Wien, Nr. 1, IGLA, 1. März 2022, S. 37–38.
- Das Unlebbare lebbar machen. Bolívar Echeverrías Analysen zur Zerstörung des Gebrauchwerts sind teilweise auf Deutsch erschienen. In: nd. Journalismus von links. Die Woche. Berlin, Nr. 118, S. 18, 21-22. Mai 2022. ISSN 0323-3375.
- In Mexiko gilt Kommunikation als Verrat. In: Philosophie-Magazin. Berlin, Philomagazin-Verlag, 6. Juni 2024. ISSN 2626-7985.

Auf Spanisch (Bücher)
- Marxismo crítico en México. Adolfo Sánchez Vázquez y Bolívar Echeverría. (Vorwort: Michael Löwy.) México, Fondo de Cultura Económica / Universidad Nacional Autónoma de México / Universidad Autónoma de Querétaro, 2007, ISBN 978-968-16-8404-4.
- Fragmentos de Frankfurt. Ensayos sobre la Teoría crítica. Siglo XXI Editores, México 2009, ISBN 978-607-03-0070-7.
- mit Patricia Palacios Sierra und Alfonso Serna Jiménez: Modernidad y diferencia. Reflexiones conceptuales y estudios empíricos en género y territorio. Porrúa, México 2010, ISBN 978-607-401-243-9.
- El discreto encanto de la modernidad. Ideologías contemporáneas y su crítica. Siglo XXI Editores / Universidad Autónoma de Querétaro, México 2013, ISBN 978-607-03-0479-8.
- Teoría crítica: imposible resignarse. Pesadillas de represión y aventuras de emancipación. (Hrsg.) Miguel Ángel Porrúa / Universidad Autónoma de Querétaro, México 2016, ISBN 978-607-524-029-9.
- Teoría crítica desde las Américas. (Hrsg.) Miguel Ángel Porrúa / Universidad Autónoma de Querétaro, México 2021, ISBN 978-607-524-444-0.

Auf Englisch
- Critical Marxism in Mexico. Adolfo Sánchez Vázquez and Bolívar Echeverría. (Historical Materialism Book Series). Brill Academic Press, Leiden/Boston, 2015. ISBN 978-90-04-22428-5. Nachdruck als Paperback: Haymarket Books, Chicago, 2016. ISBN 978-1-60846-633-7.

Essays
- The Concept of History in Walter Benjamin’s Critical Theory. In: Radical Philosophy Review. Radical Philosophy Association, San Francisco, CA, Band 13, Nr. 1, 2010, ISSN 1388-4441, S. 19–42.
- In Memoriam – Bolívar Echeverría. In: International Sociology. Journal of the International Sociological Association. Sage, London, Band 26, Nr. 2, März 2011, ISSN 0268-5809, S. 266–267.
- In memoriam Alfred Schmidt. In: International Sociology. Journal of the International Sociological Association. Sage, London, Band 28, Nr. 2, März 2013, ISSN 0268-5809, S. 248–249.
- A Critical Praxis from the Americas. Thinking about the Zapatistas in Chiapas with Herbert Marcuse, Bolivar Echeverría, and Adolfo Sánchez Vázquez. In: Peter Funke, Andrew Lamas y Todd Wolfson (Hrsg.): The Great Refusal: Herbert Marcuse and Contemporary Social Movements. Philadelphia, Pennsylvania, Temple University Press, 2017. ISBN 978-1-4399-1303-1, S. 329–342.
- Etnocentrism and Critical Theory. Two cases: United States and Mexico. In: Comunicações. Revista do Programa de Pós Graduação em Educação da Universidade Metodista de Piracicaba. Piracicaba, SP, Brasilien, Jg. 24, Nr. 2, Mai-August 2017, ISSN 0104-8481, S. 33–56. doi:10.15600/2238-121X/comunicacoes.v24n2p33-56
- Praxis, Nature, Labour. In: Beverley Best, Werner Bonefeld, Chris O’Kane, Neil Larsen (Hrsg.): The SAGE Handbook of Frankfurt School Critical Theory. Thousand Oaks, CA/London, Sage Publications, 2018. ISBN 978-1-4739-5334-5, S. 734–749.
- Adolfo Sánchez Vázquez: Philosophy of Praxis as Critical Theory. In: Beverley Best, Werner Bonefeld, Chris O’Kane, Neil Larsen (Hrsg.): The SAGE Handbook of Frankfurt School Critical Theory. Thousand Oaks, CA/London, Sage Publications, 2018. ISBN 978-1-4739-5334-5, S. 448–464.
- Critical theory from the Americas. In: Arthur Bueno, David Strecker y Mariana Teixeira (Hrsg.): De-Centering Global Sociology.  The peripheral turn in social theory and research. London, Routledge, 2023, 198 S. ISBN 978-0-367-51481-5, S. 49–63.
- Multiple Subjectivities in Neoliberal Times: Reflections from a Critical Theory in Latin America. In: Taylor Hines, Peter-Erwin Jansen, Robert E. Kirsch, Terry Maley (Hrsg.): The Dialectics of Liberation in Dark Times. Marcuse’s Thought in the Neoliberal Era. London, Palgrave Macmillan, 2023. ISBN 978-3-031-22487-4, S. 163–185.
- Reflections from the Americas on Marcuse’s State Philosophy. In: Jina Fast, Nicole K. Mayberry, Sid Simpson (Hrsg.): Creolizing Marcuse. Lanham, Maryland/London, Rowman & Littelfield, 2025. ISBN 9781538198148, S. 213–232.

Auf Französisch
- Reification versus ethos moderne. Conscience quotidienne en Georg Lukács et Bolívar Echeverría. In: Actuel Marx en Ligne, Paris, November 2003, Nr. 26.1.
- Pourquoi l’ange de l’histoire regarde-t-il vers l’arrière? Übers. Marc Sagnol. In: Les Temps Modernes. Paris, Jg. 58, Nr. 624, Mai-Juni-Juli 2003, ISSN 0040-3075, S. 54–74.
- Bolívar Echeverría pour les débutants: entretien avec Stefan Gandler. In: Semillasdelsur. Théorie et discours critique en Amérique latine. Paris, 24. November 2017 (Interview durch Mario Rodas).
- Préface à la présente édition. In: Adolfo Sánchez Vázquez Philosophie de la praxis. Übers. Luis Dapelo. Paris, Éditions Delga, 2020. ISBN 978-2-37607-180-8, S. 5–42.

Auf Chinesisch
- Ｗ.本雅明批判理论中的历史概念 [W. Běn yǎmíng pīpàn lǐlùn zhōng de lìshǐ gàiniàn]. In: 学 习 与 探 索 [Xuéxí yǔ tànsuǒ] [Study & Exploration], Harbin, Provinz Heilongjiang, China, Akademie für Sozialwissenschaften von Heilongjiang, Band 262, Nr. 5, 2017.
- 马克思对当代的哲学贡献 . 客观表象的辩证法; On Karl Marx's Philosophical Contributions Today: The Dialectics of Objective Appearance. In: 哲学动态 [Philosophical Trends]. Beijing, Nr. 11, Social Sciences Academic Press, 2018, S. 22–29. ISSN 1002-8862.
- 历史风气，资本主义现代性的四重风气和巴洛克风情。 B.Echeverría 对美洲批判理论的贡献. [Historical Ethos, Quadruple Ethos of the Capitalist Modernity and Baroque Ethos. Contributions of B. Echeverría for A Critical Theory from the Americas.] In: 当代国外马克思主义评论 [Contemporary Marxism Review. The journal of the Center for Contemporary Marxism Abroad], Shanghai, Fudan University Press, Nr. 23, 2022, S. 86–122.
- 阿道弗·桑切斯·巴斯克斯的实践哲学.; [Adolfo Sánchez Vázquez's Philosophy of Praxis.] In: 当代国外马克思主义评论 [Contemporary Marxism Review. The journal of the Center for Contemporary Marxism Abroad], Shanghai, Fudan University Press, Vol. 35, Nr. 4, 2024, S. 434–455.